# Władimir Kurski
Władimir Michajłowicz Kurski (ros. Владимир Михайлович Курский; ur. 6 grudnia?/18 grudnia 1897 w Charkowie, zm. 8 lipca 1937) – komisarz bezpieczeństwa państwowego III rangi, wieloletni funkcjonariusz radzieckich organów bezpieczeństwa (kolejno: WCzK/GPU/OGPU/GUGB/NKWD), bliski współpracownik Nikołaja Jeżowa, na polecenie którego brał udział w tzw. czystce.
Pochodził z żydowskiej rodziny z Charkowa. Do I wojny światowej pracował jako zegarmistrz, a po jej wybuchu służył w armii rosyjskiej jako podoficer. Od 1917 roku był bardzo aktywny w ruchu bolszewickim i został członkiem Socjaldemokratycznej Partii Robotniczej Rosji (bolszewików). W latach 1917–1919 i wówczas trwającej wojny domowej w Rosji przebywał w guberni jarosławskiej, gdzie zajmował różne partyjne stanowiska kierownicze. Od 1919 do czerwca 1921 roku służył w Armii Czerwonej jako oficer polityczny.

## Organy bezpieczeństwa – Ukraina, Kaukaz i Syberia
Swoją pracę w Czeka/OGPU/NKWD rozpoczął w czerwcu 1921 roku i kontynuował ją do 8 lipca 1937 roku, w latach 1936-37 był członkiem kręgu Nikołaja Jeżowa m.in. jednym z jego zastępców na którego polecenie organizował sfingowane procesy przeciwników reżimu stalinowskiego i masowych represji w ZSRR.
Stanowiska i funkcje jakie zajmował przez 16 lat służby organach bezpieczeństwa państwa, to m.in.: 
od 1921 do 1922 roku asystent (pomocnik) następnie pełnomocnik (komisarz) w wywiadzie wojskowym (OO - Osobyj Otdieł) WCzK i komisarz Wydziału Kontrwywiadowczego (KRO), następnie zastępca szefa Wydziału Kontrwywiadowczego GPU. W 1922 roku został szefem Wydziału kontrwywiadu przy GPU Ukraińskiej SRR.
W latach 1922–1923 asystent szefa KRO Ukraińskiego GPU, następnie asystent szefa Wydziału Kontrwywiadowczego przy Pełnomocnym Przedstawicielstwie (PP) na Prawobrzeżnej Ukrainie. W maju 1923 roku został przeniesiony na północny Kaukaz gdzie przez następne 13 lat czyli do lipca 1936 roku pełnił różne stanowiska, jak: do 28 listopada 1929 roku zastępcy szefa KRO PP OGPU Północnego Kaukazkiego Kraju, w międzyczasie pełnił funkcje tymczasowo pełniącego obowiązki szefa (I/IV.1926) od 04.1926 do 1929 szefa Oddziału Wschodniego (organizacja i koordynacja zwalczania działań antyradzieckich i kontrwywiadowczych głównie we wschodnich rejonach Rosji) przy PP OGPU Północnego Kaukazkiego Kraju. Od 28 listopada 1929 do 31 marca 1931 roku na tym samym terytorium, był szefem Wydziału Kontrwywiadowczego przy PP OGPU a do 5 stycznia 1934 roku szefem Wydziału Specjalnego (kontrwywiad wojskowy) przy PP OGPU. W międzyczasie (31.03.1931 — 05.01.1934) był także szefem Oddziału Specjalnego OGPU przy Północnokaukaskim Okręgu Wojskowym (SKWO).
W maju 1934 roku doszło do reorganizacji organów bezpieczeństwa, czyli utworzenie NKWD ZSRR, w którego składzie znalazł się potężnie rozbudowany Główny Zarząd Bezpieczeństwa Państwowego w którego strukturę włączono większość jednostek byłego OGPU jak np. Wydział Specjalny, Tajny Wydział Polityczny itd.
Po nowych zmianach organizacyjnych które dotyczyły także terenowych organów, pierwszą funkcją Kurskiego w NKWD było stanowisko zastępcy szefa Zarządu NKWD (UNKWD) w Zachodnim Kaukaskim Kraju, którą objął 31 lipca 1934 roku i pozostał do 15 lipca 1936 roku, wówczas został przeniesiony na Syberię do Zachodniego Syberyjskiego kraju na stanowisko szefa tamtejszego Zarządu NKWD.

## Moskwa, służba w centrali NKWD
W 1936 roku nowym szefem NKWD został Nikołaj Jeżow, który pozbył się współpracowników swojego poprzednika Gienricha Jagody w centrali i w terenie, aresztując, torturując i mordując ich w więzieniach NKWD w całym ZSRR. Z tego powodu powstały ogromne luki kadrowe w centralnym aparacie NKWD – Jeżow postanowił więc ściągnąć do Moskwy ludzi z terenu, doświadczonych w wieloletniej pracy operacyjnej czekistów, którym udało się przeżyć poprzez udział w czystkach Jeżowa, jednym z nich był Kurski.
Kurski został ściągnięty z Syberii do Moskwy do centrali NKWD w połowie 1936 roku, został mianowany komisarzem bezpieczeństwa państwowego III rangi i wyznaczony na stanowisko szefa Tajnego Oddziału Politycznego.
25 grudnia 1936 roku został mianowany szefem Wydziału IV, a 15 kwietnia 1937 zastępcą ówczesnego szefa GUGB NKWD Michaiła Frinowskiego i szefem Oddziału I GUGB NKWD, którego zadaniami były ochrona kierownictwa partii i rządu oraz korpusu dyplomatycznego. Został także p.o zastępcy Nikołaja Jeżowa ówczesnego szefa NKWD, lecz już 08 lipca 1937 roku został zdjęty z tych stanowisk.
Ostatnim stanowiskiem, jakie zajmował w GUGB był szef Wydziału 3.
8 lipca 1937 najprawdopodobniej popełnił samobójstwo. Niektóre źródła jako powód samobójstwa podają, iż nie chciał przyjąć proponowanego mu przez Stalina stanowiska szefa NKWD. Na pełnionym wówczas stanowisku został zastąpiony przez Aleksandra Minajew-Cikanowskiego jako p.o.

## Stopnie i odznaczenia
- 29 listopada 1935 → st. major B.P
- 13 grudnia 1936 → Komisarz B.P 3 rangi
- Honorowy Pracownik Czeka-GPU (V) nr #470 (5-letnim stażem) → 1924
- Order Czerwonego Sztandaru → 29 listopada 1925
- Honorowy Pracownik Czeka-GPU (XV) nr #562 (15-letnim stażem) → 4 lutego 1933
- Order Lenina → 2 lipca 1937